# Vadim Vacarciuc
Vadim Vacarciuc (Răuțel, 1º ottobre 1972) è un ex sollevatore ed ex politico moldavo medagliato mondiale ed europeo, che gareggiò nelle categorie dei pesi massimi leggeri e pesi mediomassimi.

## Biografia
Laureato presso l'Università Statale Alecu Russo di Bălți, dopo il ritiro dall'attività agonistica, dal 2008 al 2009 fu vice-presidente della Federazione di sollevamento pesi moldava.
Sempre nel 2009 entrò in politica, candidandosi nella lista del Partito Liberale alle elezioni parlamentari, dichiarando che sarebbe stato un rappresentante del mondo dello sport nella legislatura. Nelle elezioni dell'aprile 2009 e del luglio 2009, è entrato come unico atleta nel Parlamento della Repubblica di Moldavia. Il 10 aprile 2011, all'interno del Consiglio politico dell'organizzazione di Bălți, è stato scelto per candidarsi alle elezioni locali per la carica di sindaco del comune. Alle elezioni, prese il 7,38% dei voti, classificandosi al terzo posto, dopo Vasile Panciuc e Vladimir Tonciuc. Tuttavia, essendo il primo nella lista del Partito Liberale per la carica di consigliere comunale, ottenne un mandato nel consiglio. Ma il 25 agosto 2011 rassegnò le dimissioni dal suo mandato "a causa di alcuni problemi personali e familiari". Nell'aprile del 2013 entrò a far parte del Partidul Liberal Reformator.
Residente nell'Illinois, il 5 giugno 2024 è stato arrestato a La Crosse, nel Wisconsin, con l'accusa di utilizzo non autorizzato del documento di identità di un'altra persona e trasferito nel carcere di Janesville.

## Carriera
Partecipò a quattro edizioni dei Giochi olimpici: ad Atlanta nel 1996 (in quinta posizione),  a Sidney nel 2000 (in quinta posizione), ad Atene nel 2004 (dove non terminò la gara) e a Pechino nel 2008 (in dodicesima posizione). Nelle prime due edizioni (1996 e 2000) fu anche il portabandiera nella cerimonia di apertura.
Ai campionati mondiali vinse due medaglie di bronzo a Canton nel 1995 nei massimi leggeri e a Vancouver nel 2003 nei mediomassimi. Ai campionati europei vinse una medaglia di bronzo a Sokolov nel 1994 nei massimi leggeri e una medaglia d'argento a Sofia nel 2000 nei mediomassimi.